# فینیکس (سیستم‌عامل)
فینیکس (به انگلیسی: Finnix) یک توزیع زنده مبتنی بر دبیان است که توسط رایان فینی توسعه پیدا کرده‌است. این سیستم‌عامل برای مدیران سیستم‌ها که کارهایی نظیر بازیابی اطلاعات، نظارت شبکه و نصب سیستم‌عامل انجام می‌دهند، مناسب است.